# كوبرنيكية جرداء
كوبرنيكية جرداء (الاسم العلمي:Copernicia glabrescens) هي نوع من النباتات يتبع جنس الكوبرنيكية من الفصيلة الفوفلية.